# Große Höckerschrecke

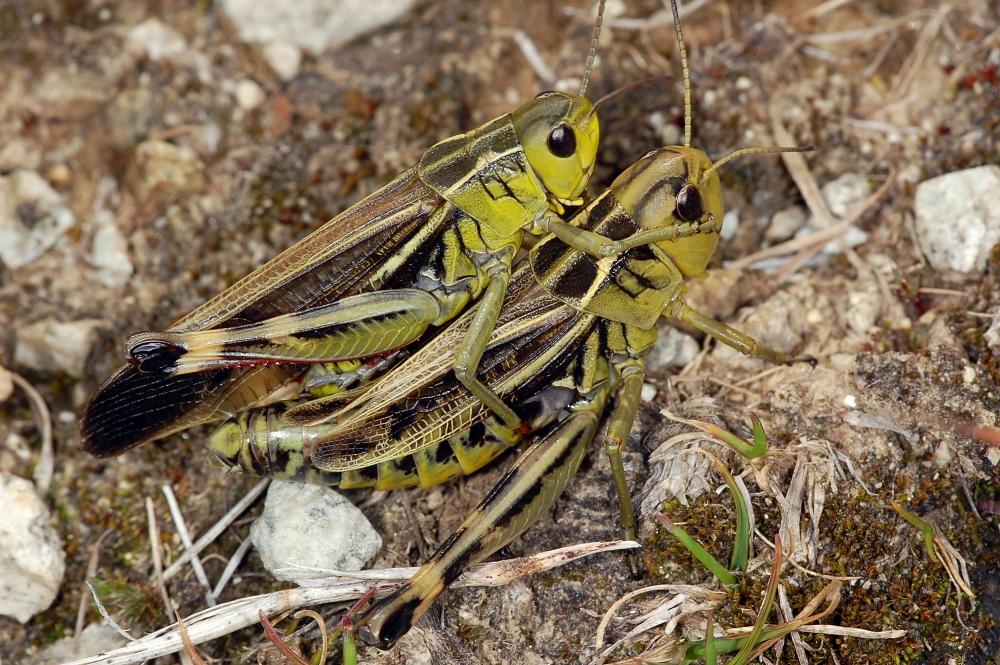
Große Höckerschrecken bei der Paarung

Die Große Höckerschrecke (Arcyptera fusca) ist eine Kurzfühlerschrecke aus der Familie der Feldheuschrecken (Acrididae).

## Merkmale
Die Tiere werden mit 23 bis 36 Millimeter (Männchen) und 29 bis 40 Millimeter (Weibchen) Länge für mitteleuropäische Feldheuschrecken relativ groß. Sie haben eine gelblich bis olivgrüne Grundfarbe und tragen eine gelbe und schwarze Zeichnung. Charakteristisch sind die roten Schienen (Tibiae) der Hinterbeine. An der Basis haben sie einen gelben und direkt am schwarz gefärbten Knie einen ebenso gefärbten Ring. Die Vorderflügel sind gelb gestreift, die Spitzen sind genauso, wie die gesamten Hinterflügel schwarzbraun gefärbt. Die Vorderflügel der Männchen so lang, dass sie zusammengefaltet ein wenig über den Hinterleib hinausragen. Die Flügel der Weibchen sind verkürzt und der Seitenkiel des Halsschildes ist gerader, als beim Männchen.

## Vorkommen
Diese Feldheuschreckenart lebt in den subalpinen Gebirgswäldern der Alpen und Pyrenäen bis zu einer Höhe von etwa 1.000 Metern auf trockenen, wenig bewachsenen Bergwiesen und Heiden. Früher kam sie in weiten Teilen Süddeutschlands vor, mittlerweile sind sie nur mehr von der Schwäbischen Alb bekannt. Deswegen sind sie in der Roten Liste der Bundesrepublik als 1 (vom Aussterben bedroht) gelistet.

## Lebensweise und Gesang
Die Weibchen können nicht fliegen, die Männchen sind hingegen gute Flieger und erzeugen im Flug ein weiches Schnarren. Nach der Landung ist meist ein kräftiges „rä“ zu hören, da sie mit den Hinterschenkeln einmal kurz über die Flügel streichen. Um Weibchen zu umwerben, wird dieser Ton mehrmals in Kombination mit einem Schwirrlaut beispielsweise als „rä-tschschsch-rä-rä“ erzeugt.